# Öndverðarnes
Öndverðarnes är den västligaste udden på halvön Snæfellsnes i republiken Island. Den ligger i regionen Västlandet, i den västra delen av landet, 130 km nordväst om huvudstaden Reykjavík.
Terrängen inåt land är varierad. Havet är nära Öndverðarnes åt nordväst. Runt Öndverðarnes är det mycket glesbefolkat, med 2 invånare per kvadratkilometer. Närmaste större samhälle är Ólafsvík, 15,7 km öster om Öndverðarnes. Trakten runt Öndverðarnes består i huvudsak av gräsmarker.
Inlandsklimat råder i trakten. Årsmedeltemperaturen i trakten är 1 °C. Den varmaste månaden är juli, då medeltemperaturen är 12 °C, och den kallaste är mars, med −4 °C.